# Lima (hrabstwo Rock)
Lima – miasto w Stanach Zjednoczonych, w stanie Wisconsin, w hrabstwie Rock.